# راسکو کانکلینگ

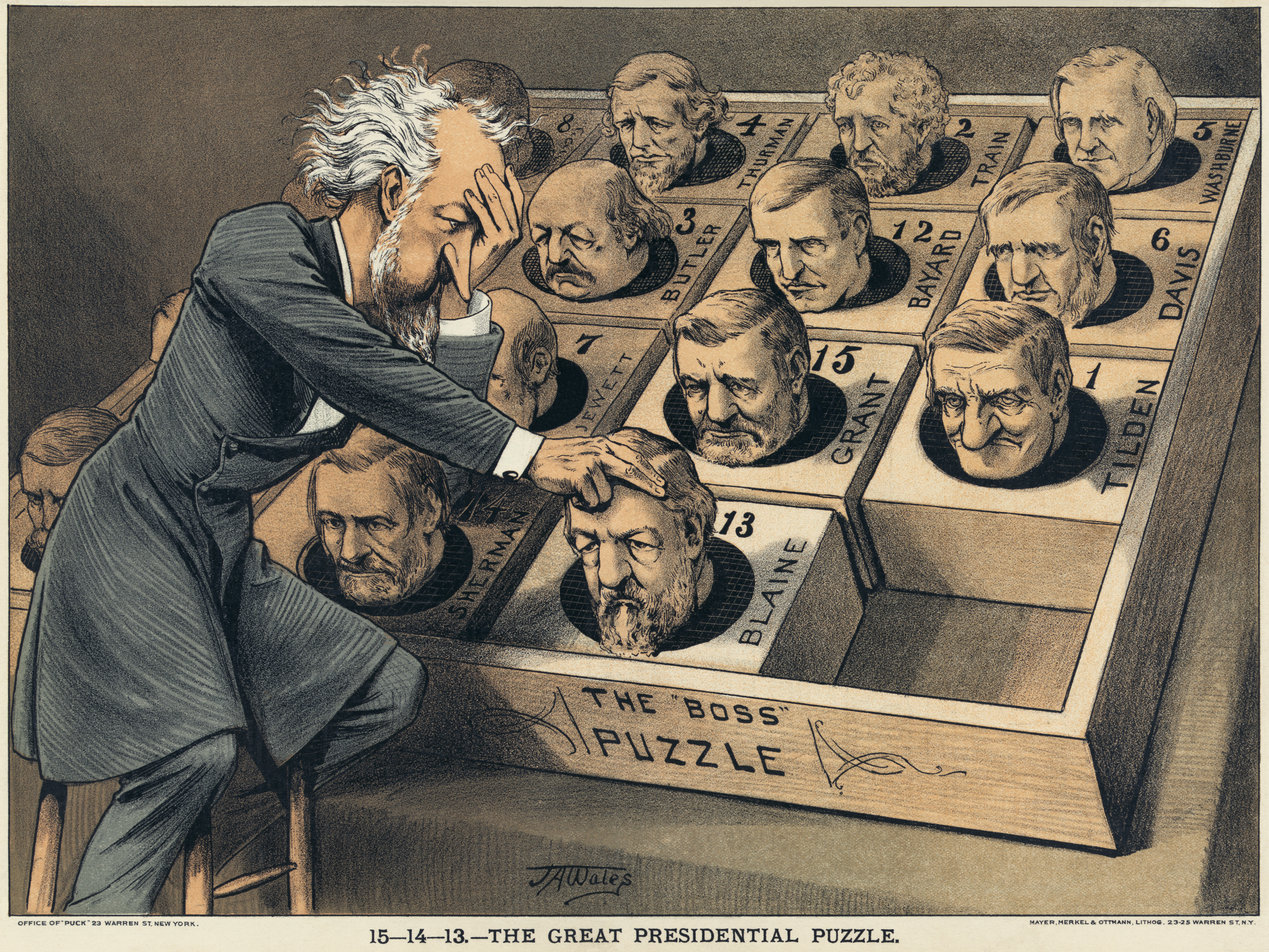
نقیضه‌ای به نام «پازل باعظمت رئیس‌جمهور» که سناتور روسکو کانکلینگ از حزب جمهوری‌خواه را در حین بازی پازل نشان می‌دهد. همهٔ خانه‌های پازل با سر یک نامزد احتمالی عضو حزب جمهوری‌خواه برای احراز مقام رئیس‌جمهور ایالات متحده آمریکا پر شده‌است که در میان آن‌ها افرادی چون ژنرال گرانت، ژنرال شرمن، ساموئل تیلدن به چشم می‌خورند. سناتور کانکلینگ از یک سو می‌خواهد سر خود را قرار دهد و از سوی دیگر آماده‌است تا سر جیمز جی. بلین را به مکان خالی جعبه ببرد.

راسکو کانکلینگ (به انگلیسی: Roscoe Conkling) سناتور سابق عضو حزب جمهوری‌خواه ایالات متحده آمریکا بود. وی در سال ۱۸۶۷ تا ۱۸۸۱ میلادی سناتور ایالت نیویورک در سنای ایالات متحده آمریکا بود.